# الأنثروبولوجيا في 2010 - 2019
الخط الزمني للأنثروبولوجيا، 2010–2019

## أحداث

### 2013
- اكتشاف هومو ناليدي، وهو نوع منقرض من أشباه البشر، عُثر عليه في غرفة ديناليدي في كهف رايزينغ ستار في مقاطعة خاوتينغ بجنوب أفريقيا.[1]

## الوفيات

### 2011
- لويس بنفورد (أبريل 2011)
- كارلوس إيفان ديغريغوري (مايو 18)
- إدموند سنو كاربنتر (1 تموز)
- ألين ماكسويل (16 تشرين الثاني)
- مارك شوارتز (14 ديسمبر)

### 2012
- إليزابيث برومفيل (1 يناير)
- ستيفن روبنشتاين (8 آذار)
- دنيسن ناش (20 آذار)
- نيل ايتهيد (22 آذار)
- فيليب توبياس (7 حزيران)
- ميشيل رولف ترويو (5 يوليو)
- آنا لو

### 2013
- ماساو ياماغوتشي

## المنشورات
- ديفيد غريبر، عن كتابه «الدين: الحمسة الأف سنة الأولى»
- تيم إنغولد، عن كتابه «على قيد الحياة: مقالات عن الحركة والمعارف والتوصيف».
- كريستوف أنتوايلر عن كتابه «الانسانيه الجامعة: أساسيات الأنثروبولوجية لكونية واقعية»
- أنغيلا ديفيس عن كتابها: «معنى الحرية: وحوارات صعبة أخرى»(2012)

## الجوائز
1. ↑  "Homo naledi | The Smithsonian Institution's Human Origins Program". humanorigins.si.edu (بالإنجليزية). 3 Jan 2024. Retrieved 2024-01-30.